# Naskapi (langue)
Le naskapi, ou iiyuw-iyimuuun, est une langue algonquienne parlée au Québec et au Labrador, au Canada.
Le naskapi est parlé principalement par les Naskapis, peuple apparenté aux Innus, qui sont établis dans le village naskapi de Kawawachikamach dans le Nord-du-Québec. 
Selon les données du recensement canadien de 2021, le naskapi est la langue maternelle d’environ 710 personnes. En dépit de ce faible nombre, les locuteurs de la langue sont de tous les âges.  
L’écriture de la langue se fait en grande majorité au moyen du syllabaire naskapi, qui présente des similitudes mais demeure distinct du syllabaire utilisé pour noter le cri,.

## Classification linguistique
Bien qu’il puisse comporter des ressemblances avec la langue innu-aimun de les Matimekush , il présente suffisamment de différences pour être considéré comme une langue distincte. L'isolement géographique de ses locuteurs, au Schefferville, comparativement à des locuteurs du innu-aimun de dans  le même village permettent de distinguer le naskapi du innu-aimun. 
La provenance historique du naskapi est la même que l’innu-aimun, mais ces deux langues ont évolué suffisamment longtemps séparément pour présenter des distinctions notables. 
La langue naskapie a conservé un vocabulaire de base introuvable dans le dialecte voisin, même si la majorité de son vocabulaire et de sa prononciation reflètent la variété des contacts de ses locuteurs avec ceux des autres groupes linguistiques.
Son statut demeure néanmoins débattu par certains linguistes : certains le considèrent comme une langue à part entière, d'autres comme la même langue des Matimekush et d'autres encore comme dialecte, au même titre que le montagnais, du cri et du Atikamekw,.

## Conservation
Plusieurs mesures mises en œuvre par la population naskapie vise à assurer la pérennité de la langue, celles-ci se traduisent entre autres par l'alphabétisation, un enseignement primaire en naskapi, la création d'un dictionnaire naskapi, la mise sur pied de médias en naskapi, la publication de littérature naskapie et la traduction d'ouvrages populaires en naskapi, tels que le Nouveau Testament,. 

## Phonologie
La phonologie du naskapi en alphabet latin est détaillée ci-dessous :
| Consonnes | Bilabiale | Alvéolaire | Post-alvéolaire | Palatale | Vélaire | Glottale |
| Nasale    | /m/       | /n/        |                 |          |         |          |
| Occlusive | /p/       | /t/        | /tʃ/            |          | /k/     |          |
| Fricative |           | /s/        |                 |          |         | /h/      |
| Spirante  | /w/       | (/ɹ/)      |                 | /j/      |         |          |
| Latérale  |           | (/l/)      |                 |          |         |          |

- Voyelles longues : /i/, /a~æ/, /u/
- Voyelles courtes : /ɪ~ə/, /ʌ~ə/, /o~ʊ/